# Герман (граф Вердена)
Герман (Гецело) Энамский (Herman (Hezelo) von Ename) (ум. 28 мая 1029) — граф Вердена (1022—1024).
Родился 970/975. Третий сын Готфрида I Пленника (ум. 998 или позже), графа Бидгау и Вердена, и Матильды, дочери саксонского герцога Германа.
При жизни отца получил от него графство Энам. С 1017 г. граф в Эйфельгау и Вестфалии. В 1022 году после смерти своего старшего брата Фредерика унаследовал графство Верден.
Первая жена — Матильда, происхождение не известно. Дети:
- Грегуар, архидиакон Льежа
- Готфрид, граф в Вестфалии, родоначальник графов Каппенберга
- Одилия, аббатиса монастыря Святой Одилии.

Вторая жена — Года, её происхождение также не выяснено. От неё дочь:
- Матильда де Верден, с 1015 г. жена Регинара V, графа Эно.

Ещё двое детей умерли в юном возрасте.
В 1024 г. Герман Энамский удалился на покой в аббатство Сен-Ванн. Графом Вердена стал Людовик, сын Оттона I, графа Шини.